# Adattamenti cinematografici e televisivi dei romanzi di Rosamunde Pilcher
Questo è l'elenco degli adattamenti cinematografici, film televisivi ed episodi di serie televisive tratti dai romanzi di Rosamunde Pilcher.

## Anni '90
- Der rote Vogel - serie TV (1993)
- Sommer am Meer - serie TV (1995)
- Another View, regia di Thomas Nikel (1995)
- Il segreto di Pandora (September), regia di Colin Bucksey - film TV (1996)
- Ritorno a casa (Coming Home) - serie TV (1998)
- Nancherrow - serie TV (1999)

## Anni 2000
- Rosamunde Pilcher: Blumen im Regen, regia di Ralf Gregan - film TV (2001)
- Solstizio d'inverno (Winter Solstice), regia di Martyn Friend - film TV (2003)
- Rosamunde Pilcher: Liebe im Spiel, regia di Dieter Kehler - film TV (2004)
- Summer Solstice, regia di Giles Foster - film TV (2005)
- I cercatori di conchiglie (The Shell Seekers), regia di Piers Haggard - film TV (2006)
- Four Seasons - serie TV (2008)

## Anni 2010
- Rosamunde Pilcher - Quattro sfumature d'amore (This September) - serie TV (2010)
- L'altra moglie (The Other Wife) - serie TV (2012)
- Ghost Writer, regia di Stefan Bartmann - film TV (2015)